# Горенбург, Евгений Львович
Евге́ний Льво́вич Горенбу́рг (13 января 1960, Свердловск) — советский и российский врач, музыкант, предприниматель. Директор, президент спортивного клуба СК «Динамо — Хоккей на траве», соучредитель нескольких коммерческих организаций Екатеринбурга. В 1980—1990-х годах принимал активное участие в деятельности Свердловского рок-клуба, создатель и лидер рок-группы «ТОП». Организатор и директор ежегодного рок-фестиваля «Старый Новый Рок». Организатор, идейный вдохновитель и генеральный продюсер ежегодного фестиваля Ural Music Night.

## Биография

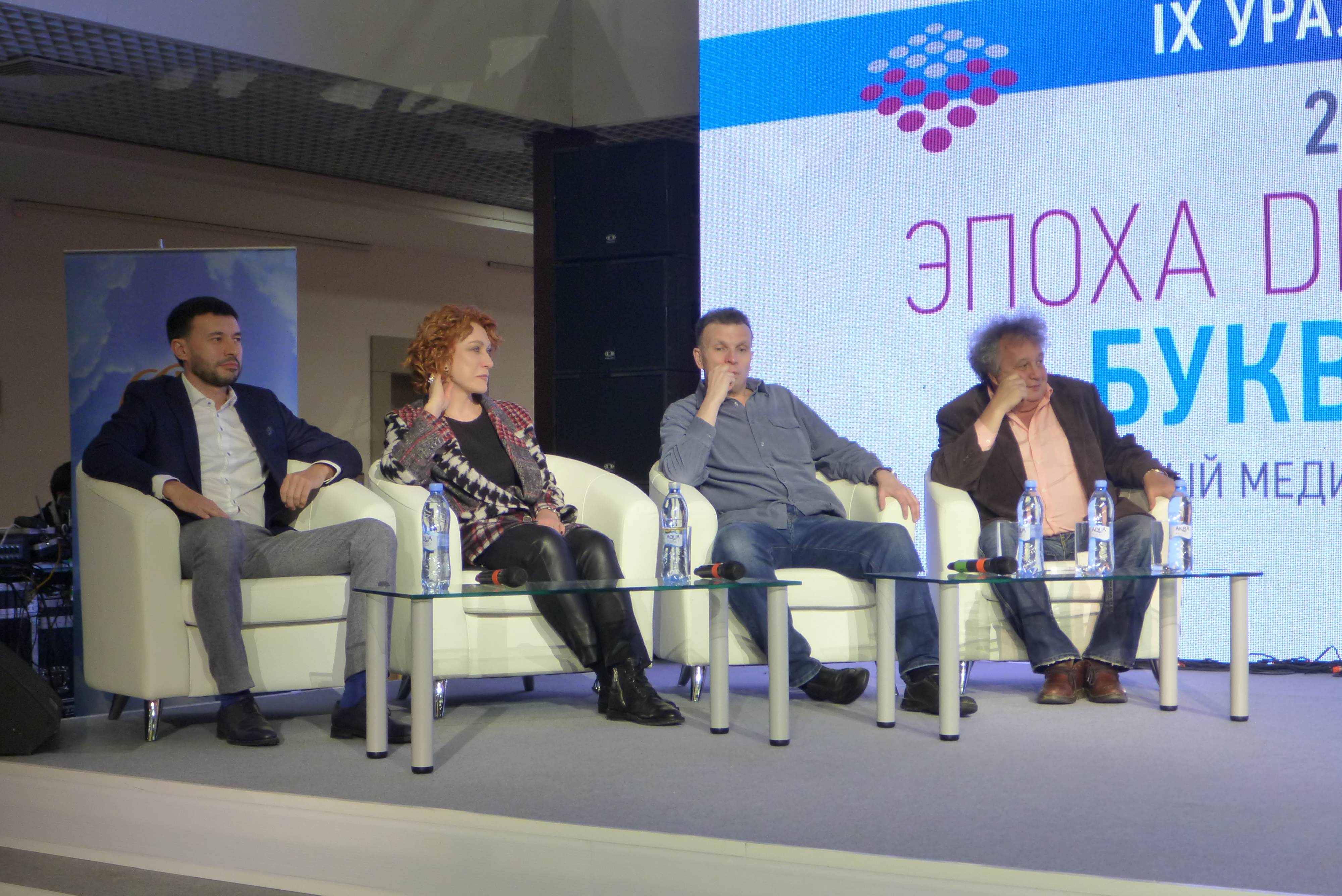
Евгений Горенбург (крайний справа) среди участников IX Уральского медиафорума. 23 ноября 2018 года

Родился 13 января 1960 в Свердловске (ныне Екатеринбург).

### Образование
- 1977—1983 — Свердловский медицинский институт
- 1983—1991 — интернатура при ОКБ № 1, аспирантура в Медицинском научном центре (воздействие электромагнитного излучения на клетки тела), спецординатура (целевая подготовка для работы в африканских странах)

### Карьера
- 1983—1986 — врач-терапевт
- 1983—1990 — проводил выездные дискотеки (100 дней просидел в СИЗО по уголовному делу о незаконной предпринимательской деятельности, на суде дело закрыли за отсутствием состава преступления)
- 1987 — организовал рок-группу «Топ» (автор музыки и текстов, гитарист, группа записала 4 альбома, изданных на CD; существует до настоящего времени)[2]
- с 1991 — директор, президент СК «Динамо — Хоккей на траве» (Екатеринбург), соучредитель нескольких коммерческих организаций Екатеринбурга
- 2000—2020 — директор и организатор ежегодного рок-фестиваля «Старый Новый Рок»
- с 2015 — директор фестиваля «Ural Music Night»

### Общественная позиция
Поддержал военное вторжение РФ в Украину.

### Частная жизнь
Семья: женат, воспитывает двух сыновей и дочь.

## Дискография (с группой «Топ»)
- 1989 — С’ТОП (студийный альбом)
- 1994 — Love Story (студийный альбом)[5]
- 2000 — Школьный альбом (студийный альбом)[6]
- 2001 — На закат (студийный альбом)
- 2006 — Ночь нежна (сборник кавер-версий в исполнении друзей-музыкантов)[7][8]
- 2011 — Светает (студийный альбом)